# Catherine Pakenham
Catherine Sarah Dorothea Wellesley, duchesse de Wellington (née Pakenham), née le 14 janvier 1773 à Dublin et morte le 24 avril 1831 à Londres, connue dans sa jeunesse sous le nom de Kitty Pakenham, est l’épouse d’Arthur Wellesley, premier duc de Wellington et figure marquante des guerres napoléoniennes.

## Biographie
Catherine Pakenham nait le 14 janvier 1773 à Dublin, en Irlande. Fille de Edward Pakenham, 2e baron Longford, et de Catherine Rowley, elle reçoit le prédicat d'« honorable » lorsque son père accède à la pairie en 1776. Sa fratrie compte des personnages éminents, tels que : Thomas Pakenham, 2e comte de Longford ; le général Edward Pakenham et le lieutenant-général Hercules Robert Pakenham, qui sert comme aide de camp du roi Guillaume IV. 
Ses aïeux paternels sont Thomas Pakenham, premier baron Longford, et Elizabeth Cuffe, première comtesse de Longford. Du côté maternel, elle descend d’Elizabeth Rowley, première vicomtesse Langford, et d’Hercules Langford Rowley, lequel siège comme député pour le comté de Meath et celui de Londonderry. 

## Vie privée
Elle fait la connaissance d'Arthur Wellesley en Irlande alors que tous deux sont encore jeunes. Wellesley, à la faveur de fréquentes visites chez les Longford à Dublin, lui exprime sans ambages ses sentiments. Toutefois, la famille de Pakenham s’oppose à cette union, considérant que Wellesley, troisième fils d’une famille nombreuse, n’offre guère de perspectives avantageuses. Éconduit, ce dernier se consacre dès lors pleinement à sa carrière militaire. Envoyé successivement aux Pays-Bas puis en Inde, il y connait une ascension remarquable et parait oublier Pakenham. Bien que celle-ci ait conservé l’espoir d’une réconciliation, elle confie à son amie Olivia Sparrow, après de longues années, qu’elle estimait désormais « l’affaire close ». Elle accepte alors des fiançailles avec Galbraith Lowry Cole, second fils du comte d’Enniskillen. Cependant, Sparrow, restée en contact avec Wellesley, révèle que ce dernier se considère toujours engagé envers elle. Après mûre réflexion, Pakenham rompt ses fiançailles avec Cole, bien qu’elle juge que les vicissitudes de cette liaison aient nui à sa santé.

### Mariage avec Arthur Wellesley
Pakenham, décrite comme une jeune femme au tempérament vif et à l’apparence agréable lors de sa première rencontre avec Wellesley une décennie plus tôt, a été gravement atteinte par la maladie entre 1795 et 1796, en son absence. Lorsque Wellesley annonce à leur amie commune, Olivia Sparrow, son retour en Angleterre, il lui demande de « renouveler la proposition qu’il avait formulée quelques années auparavant » en son nom. Pakenham, redoutant que Wellesley ne se croit lié par des engagements anciens, manifeste une certaine réticence à accepter cette offre. Malgré une demande en mariage plus formelle, soumise après l’approbation de son frère, elle exige une entrevue préalable à toute décision définitive. Wellesley se rend en Irlande pour la rencontrer. Bien qu’il soit visiblement frappé par la métamorphose de son physique – allant jusqu’à s’exclamer auprès de son frère : « Elle est devenue laide, par Jupiter ! » –, il maintient son intention de l’épouser. L’union est célébrée le 10 avril 1806 dans l’église Saint-Georges de Dublin (bien que la cérémonie se soit tenue dans une chapelle provisoire à Drumcondra), officiée par Gerald Wellesley, frère du marié et homme d’Église. Après une brève lune de miel, Wellesley regagne l’Angleterre. Pakenham l’y rejoint, séjournant d’abord chez son frère avant que le couple ne s’établisse conjointement à Harley Street, Wellesley ayant jusque-là conservé son logement de célibataire. 
Bien qu’elle ait recouvré une part de sa santé passée, l’entente entre les deux époux reste médiocre. Wellesley, homme d’action, économe et d’un naturel réservé, possède un esprit acéré ; Pakenham, en revanche, se montre protectrice et possessive. Leurs dissemblances, tant de caractère que de tempérament, font que Wellesley laisse souvent transparaître une forme de dédain à son égard, la jugeant de mauvaise compagnie. Bien que leur union ait donné naissance à deux fils — Arthur en 1807 et Charles en 1808 —, ils vivent le plus souvent séparés, et lorsqu’ils se trouvent réunis sous un même toit, ils occupent des chambres distinctes. Les tensions entre eux sont partiellement atténuées par l’estime que Wellesley porte à Edward « Ned » Pakenham, frère de son épouse, qui sert sous ses ordres durant la guerre d’Espagne. Toutefois, cette relative concorde prend fin avec la mort de Ned lors de la bataille de La Nouvelle-Orléans en 1815.
Wellesley demeure au Portugal et en Espagne durant l’intégralité de la guerre d’indépendance espagnole, ne regagnant l’Angleterre qu’en 1814. Pakenham, quant à elle, voit son apparence se modifier prématurément, marquée par un vieillissement accéléré et une myopie croissante, la contraignant à plisser fréquemment les yeux lors des conversations. Wellesley la juge vaine et dénuée de profondeur. Bien qu’il semble avoir éprouvé à son égard une certaine affection, elle se consacre principalement à ses fils ainsi qu’à ses quatre enfants adoptifs, les couvant avec une sollicitude exclusive. Dans des confidences à son amie intime, Harriet Arbuthnot, Wellesley admet avoir « tenté à maintes reprises de vivre en bonne intelligence avec elle »… « sans y parvenir ». Cette impossibilité l’aurait incité à chercher hors de son foyer « le réconfort et le bonheur » qui lui faisaient défaut. Harriet, dont la nature des relations avec Wellesley demeure sujette à conjectures, porte sur Pakenham un jugement sévère — la qualifiant de « parfaitement sotte » — mais conteste l’idée qu’elle soit indifférente au bien-être de son époux. Dans un élan de clémence inhabituel, elle concède que Pakenham souhaitait ardemment le rendre heureux, mais « ignorait absolument comment s’y prendre ».

### Duchesse de Wellington
Devenue duchesse de Wellington lors de l’élévation de Wellesley au titre ducal le 3 mai 1814, elle le rejoint ultérieurement en France, lorsque celui-ci est nommé ambassadeur après l’exil de Napoléon Ier à l’île d’Elbe. Elizabeth Yorke observe que « son apparence, à vrai dire, ne répond guère à l’image que l’on conçoit d’une ambassadrice ou de l’épouse d’un héros, quoiqu’elle s’acquittât de son rôle avec une remarquable efficacité ». Quant à Harriet, dont les relations avec Wellesley demeurent objet de conjectures, elle porte sur Pakenham un jugement sévère — « elle est si dénuée d’esprit » — mais réfute l’assertion de Wellesley selon laquelle celle-ci se désintéressait de son bonheur.
Maria Edgeworth, cependant, la trouve « charmante » et « aimable » et commente :
« Après comparaison avec des foules d'autres beaux esprits, de belles dames et de personnes à la mode qui se battent pour la notoriété, sa gracieuse simplicité s'élève à notre avis, et nous la ressentons avec plus de conviction de sa supériorité. »
Germaine de Staël décrit Pakenham comme « adorable ».

### Mort
En 1831, elle contracte une maladie grave, ce qui incite le duc de Wellington à se rendre à son chevet. Selon des sources contemporaines, elle glisse discrètement un doigt dans la manche de Wellington afin de vérifier s’il portait toujours le brassard qu’elle lui avait offert jadis. « Elle le trouva, comme elle aurait pu le faire à tout instant au cours des deux décennies écoulées, si seulement elle s’était donné la peine de le chercher », fait remarquer le duc. Il ajoute, non sans une certaine amertume : « Combien il est singulier que des individus puissent coexister durant une existence entière et ne parvenir à se comprendre qu’à son terme. » Elle s’éteint le 24 avril.

### Sources
- Maria Edgeworth, The Life And Letters of Maria Edgeworth, Kessinger Publishing, 2004, 260 p. (ISBN 1-4191-6937-8)
- Christopher Hibbert, Wellington: A Personal History, Da Capo, 2001, 480 p. (ISBN 0-7382-0148-0)